# Jednostka Wojskowa AGAT
Jednostka Wojskowa Agat – jednostka specjalna sformowana 1 lipca 2011 roku w Gliwicach, wchodząca w skład Komponentu Wojsk Specjalnych.

## Przeznaczenie
Głównym przeznaczeniem Jednostki Wojskowej Agat jest wsparcie bojowe pozostałych jednostek Wojsk Specjalnych. Ponadto przygotowana jest do samodzielnej realizacji pełnego spektrum operacji specjalnych, takich jak:
- rozpoznanie specjalne (SR),
- wsparcie militarne (MA),
- akcje bezpośrednie (DA).

Ponadto, JW AGAT prowadzi szkolenia oraz realizuje zadania z zakresu:
- reagowania kryzysowego,
- przeciwdziałanie proliferacji BMR oraz środków CBRN,
- działań przeciw-rebelianckich,
- zwalczania terroryzmu i wsparciu działań kontrterrorystycznych,
- przeciwdziałaniu zagrożeniom hybrydowym,
- operacje uwalniania zakładników i innych niekonwencjonalnych działań.

Jej mottem jest: „Siła i Ogień – po nas tylko zgliszcza!”.

## Historia

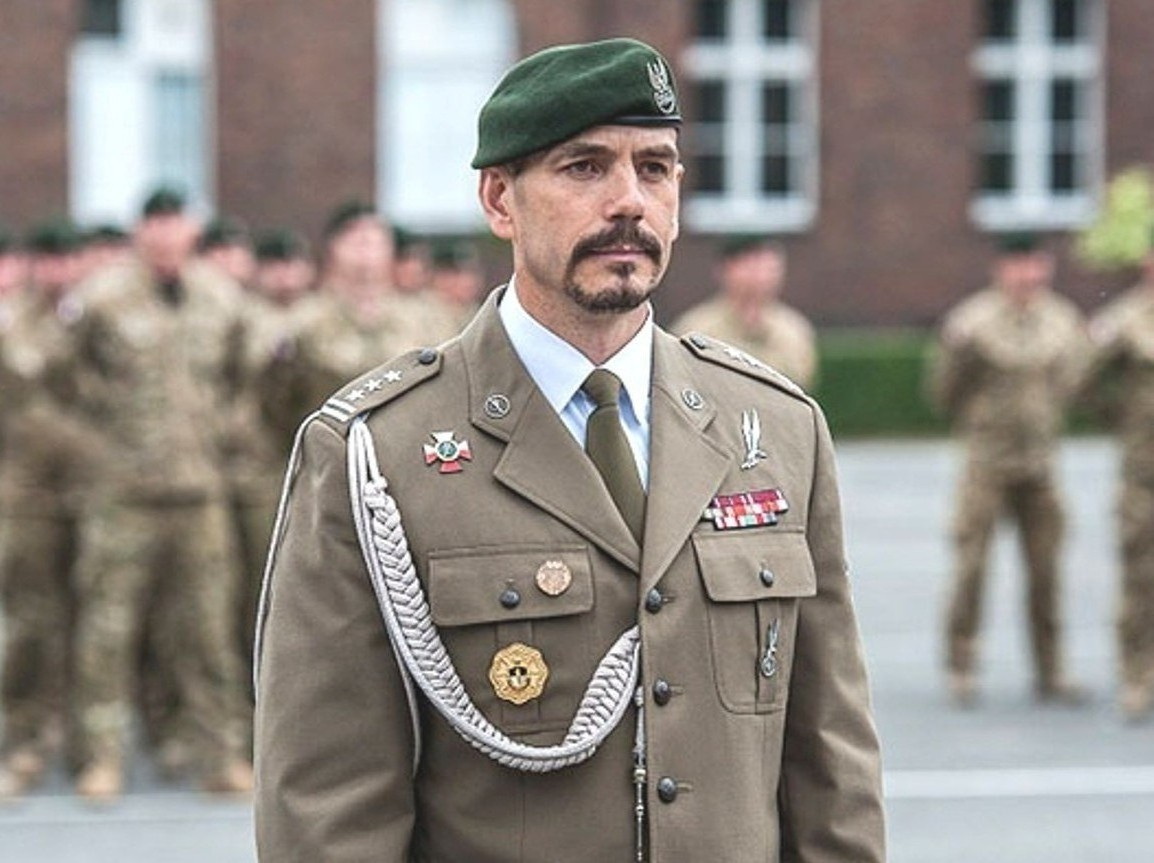
Płk Sławomir Berdychowski – twórca i pierwszy dowódca jednostki AGAT (2013)

Formowanie Jednostki Wojskowej AGAT rozpoczęto na mocy Decyzji Ministra Obrony Narodowej z dnia 18 marca 2011 r. Doroczne święto Jednostki Wojskowej ustanowiono w dniu 30 czerwca.
JW Agat przejęła i kultywuje tradycje Oddziału Dywersji Bojowej Agat (1943–1944). Patronem jednostki został gen. dyw. Stefan Rowecki „Grot”.
JW AGAT przejęła i z honorem kultywuje dziedzictwo tradycji Oddziału Dywersji Bojowej Agat (1943-1944), a jej patronem jest gen. dyw. Stefan Rowecki ps. Grot.
Nazwa AGAT (połączenie wyrazów Anty-Gestapo) nawiązuje do historycznego kryptonimu, powstałego 1 sierpnia 1943 r., oddziału dywersji bojowej Kedywu (Kierownictwa Dywersji) Komendy Głównej Armii Krajowej, który był złożony z harcerzy warszawskich Szarych Szeregów i przeznaczony do organizowania zamachów na oficerów SS i Gestapo.
W dniu 5 lipca 2012 roku JW Agat otrzymała sztandar. Rodzicami chrzestnymi sztandaru zostali Marta Potasińska, wdowa po poprzednim Dowódcy Wojsk Specjalnych gen. broni Włodzimierzu Potasińskim i Stefan Mielczarski, wnuk generała Stefana „Grota” Roweckiego.
Aktualnie pododdziały Jednostki kultywują również tradycje pododdziałów walczących w okresie powstań śląskich:
- Zespół Wsparcia – „Grupy Destrukcyjnej Wawelberga”,
- Zespół Szturmowy C – „Oddziału Szturmowego kpt. Roberta Oszka”.

Oznaka rozpoznawcza jednostki przedstawia atakującego orła, pod którego szponami widnieje monogram GS – symbol Grup Szturmowych.
Odznaka pamiątkowa jednostki nawiązuje do Znaku Spadochronowego (pikujący orzeł), symbolu Grup Szturmowych (monogram GS) oraz zdolności jednostki do prowadzenia działań w każdym rejonie świata (glob ziemski otoczony wieńcem dębowo-laurowym).

Odznaki pamiątkowe
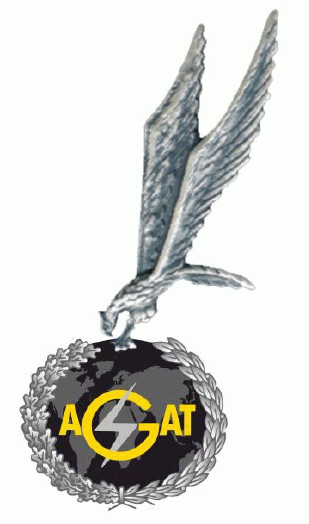
Odznaka pamiątkowa z lat 2012-19
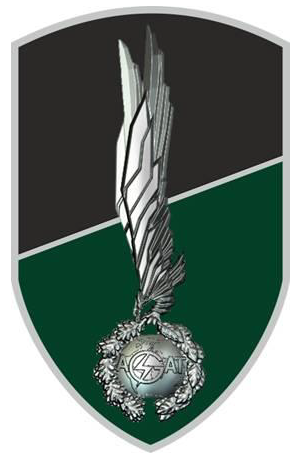
Odznaka pamiątkowa od 2019

Oznaki rozpoznawcze
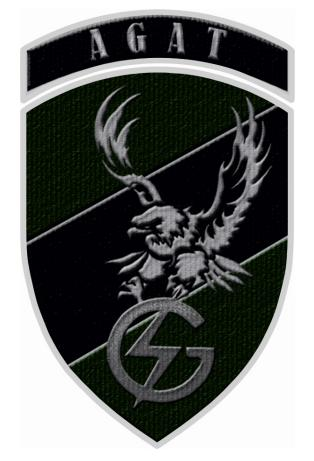
Oznaka rozpoznawcza na mundur wyjściowy
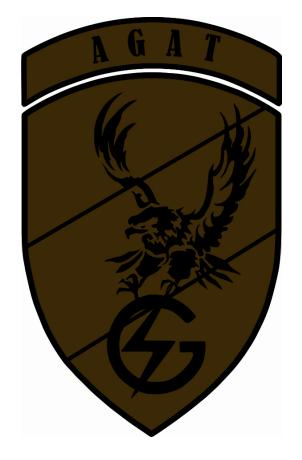
Oznaka rozpoznawcza na mundur polowy
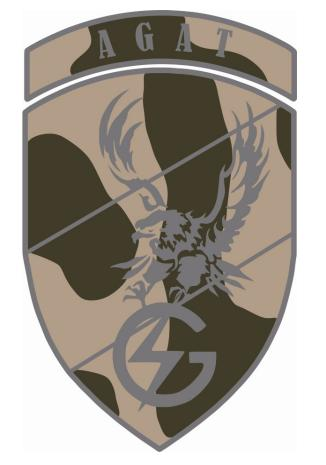
Oznaka rozpoznawcza na mundur pustynny
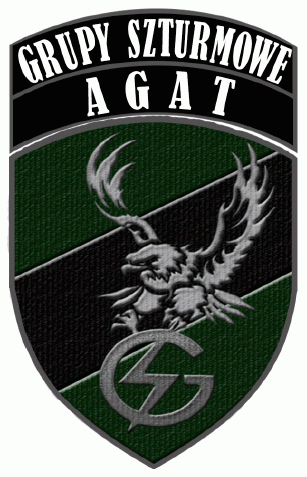
Oznaka rozpoznawcza GRUPY SZTURMOWE na mundur wyjściowy
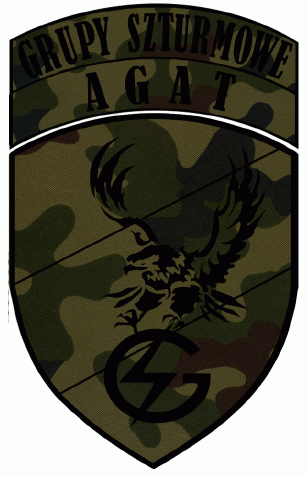
Oznaka rozpoznawcza GRUPY SZTURMOWE na mundur polowy
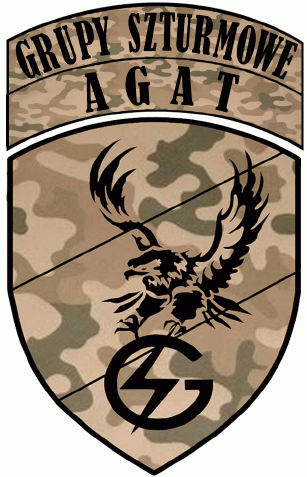
Oznaka rozpoznawcza GRUPY SZTURMOWE na mundur multicam

## Działalność operacyjna i misje

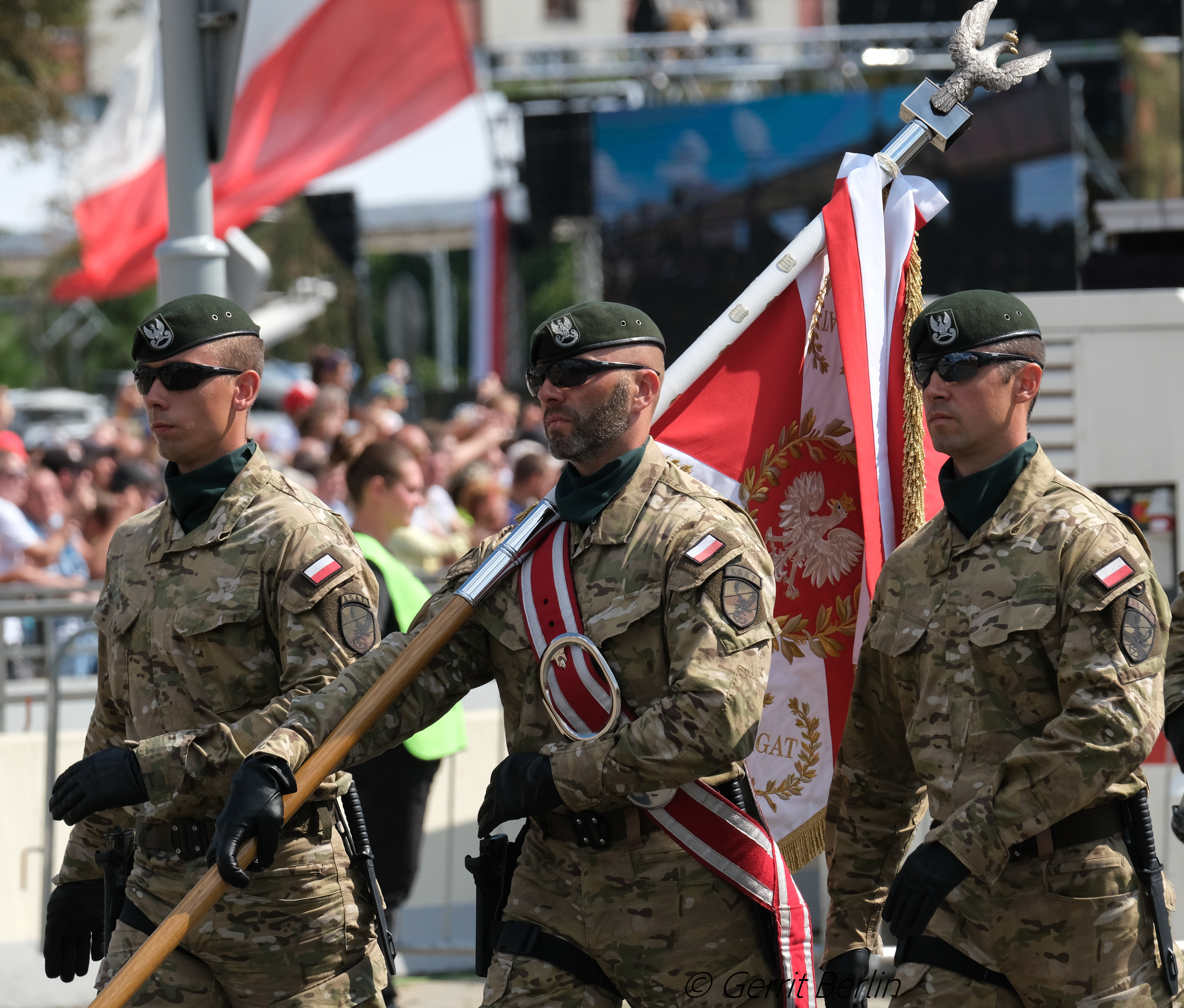
Poczet sztandarowy jednostki

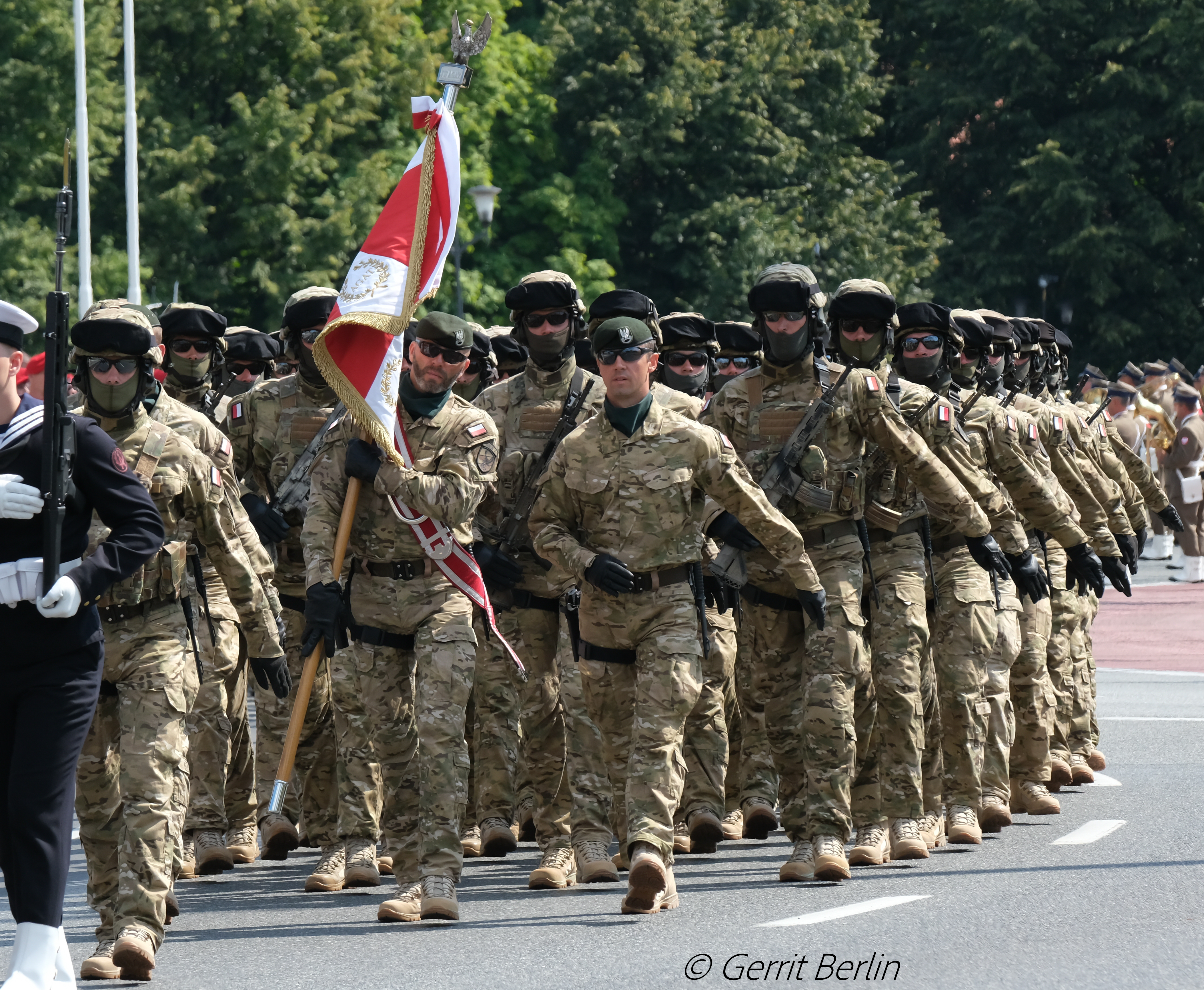
Pododdział jednostki podczas obchodów święta WP w 2015

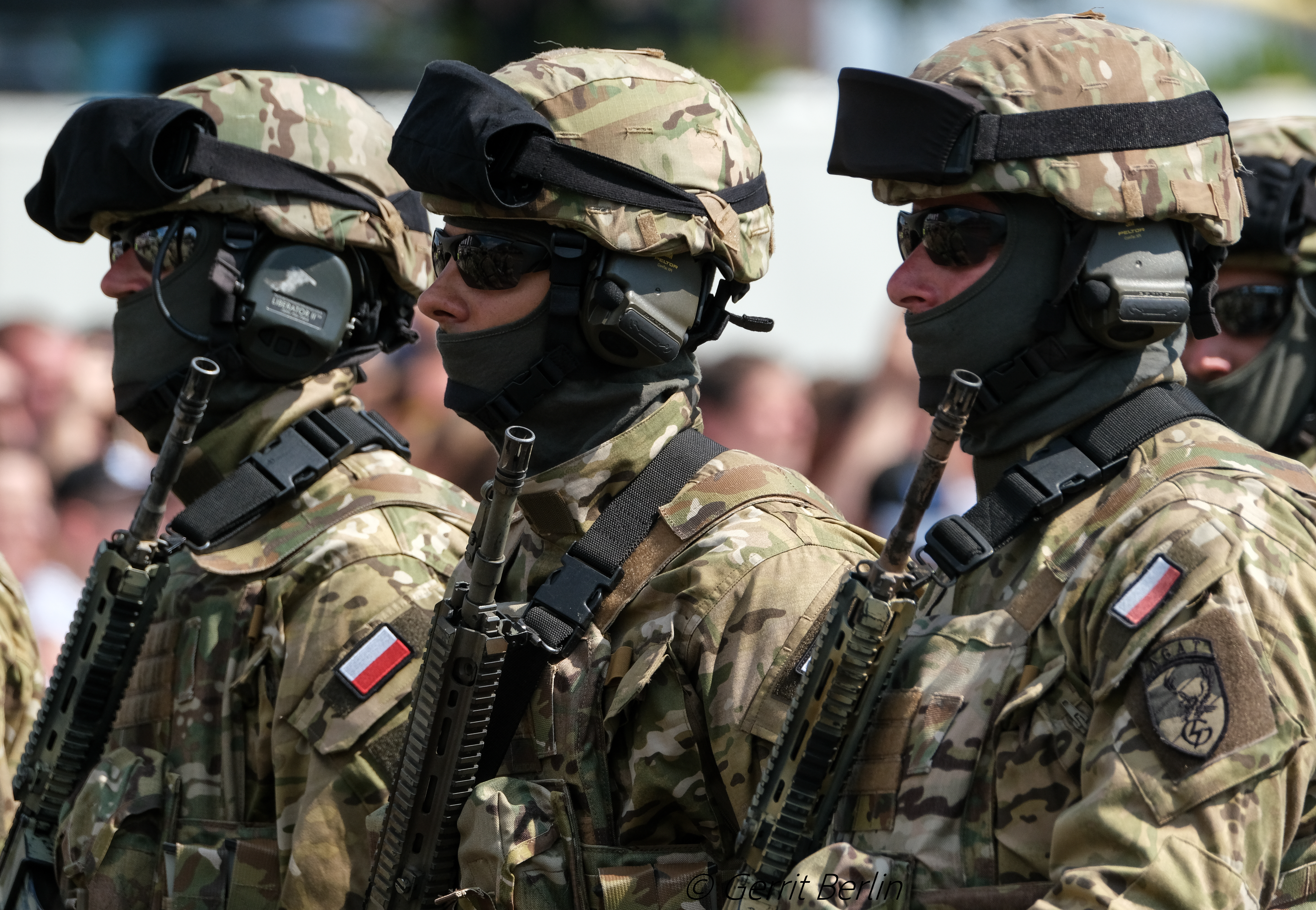
Żołnierze jednostki

Jednostka Wojskowa Agat uczestniczyła oraz uczestniczy w misjach wspierania sojuszników poza granicami kraju. Były to między innymi:
- PKW Irak (od 2016),
- PKW Afganistan (2017 – 2021).

Ponadto, poszczególne elementy Jednostki Wojskowej AGAT wspierały Polskie Kontyngenty Wojskowe w ramach PKW Liban, PKW Islandia i PKW Łotwa.

## Szkolenie
Kandydaci do służby w JW Agat przechodzą wieloetapowy proces rekrutacji. Sprawdzeniu podlegają przede wszystkim: stan zdrowia, profil psychologiczny, sprawność fizyczna, predyspozycje psychofizyczne, wytrzymałość marszowa, ale także umiejętność przetrwania w terenie, nawigacji, czy zdolność do rozwiązywania problemów pod presją czasu i w skrajnych warunkach wyczerpania organizmu. 
W trakcie pełnienia służby w Jednostce, operatorzy biorą udział w szerokiej gamie szkoleń specjalistycznych. Obejmują one między innymi: szkolenie operatorów Bezzałogowych Statków Powietrznych (BSP), radiooperatorów systemów łączności (radiowej, satelitarnej, internetowej), kierowców wozów bojowych M-ATV, ratowników medycznych i paramedyków, operatorów broni zespołowej oraz wsparcia ogniowego, operatorów J-TAC, minerów i pirotechników, specjalistów logistyków, obsług zestawów przeciwlotniczych, specjalistów CBRN.
Ponadto, jednostka realizuje szkolenie spadochronowe, utrzymując zdolność do przerzutu drogą powietrzną sił głównych oraz pododdziałów wspierających.
Istotnym elementem treningu jest współdziałanie z partnerami z innych resortów oraz służb mundurowych, a w szczególności z Policją, Strażą Graniczną i Państwową Strażą Pożarną. Cykliczne szkolenia pozwalają na zbudowanie świadomości i zrozumienia w zakresie procedur, a także przygotowanie do potencjalnych operacji reagowania kryzysowego.
Główni partnerzy szkoleniowi JWA to siły specjalne z krajów NATO oraz współpracujących, m.in. z Czech, Gruzji, Kanady, Słowacji, Stanów Zjednoczonych Ameryki oraz Wielkiej Brytanii.

## Wyróżnienia
- Jednostka wojskowa została wyróżniona wręczeniem Flagi RP przez Prezydenta RP z okazji Dnia Flagi Rzeczypospolitej Polskiej w 2013 roku. Flagę odebrał z rąk Prezydenta RP Dowódca JW Agat płk Berdychowski[4];
- Lex et Patria 2013 – wyróżnienie przyznawane przez Żandarmerię Wojskową[5]

## Uzbrojenie
Broń przeciwpancerna, broń maszynowa oraz przeciwlotnicza.

## Jednostki wojskowe powiązane z JW 3940
1. Oddział Specjalny Żandarmerii Wojskowej w Gliwicach↘ rozformowany w 2011 r. Na bazie Oddziału sformowano JW Agat.

## Dowódcy Jednostki Wojskowej 3940
- płk Sławomir Berdychowski (2011–2014)
- płk Sławomir Drumowicz (2014–2018)
- płk Artur Kozłowski (2018–obecnie)